# Cyprinella lutrensis
Cyprinella lutrensis är en fiskart som först beskrevs av Spencer Fullerton Baird och Charles Frédéric Girard, 1853.  Cyprinella lutrensis ingår i släktet Cyprinella och familjen karpfiskar. Inga underarter finns listade i Catalogue of Life.